# タミーノ

タミーノ(Arvid Ödmann)

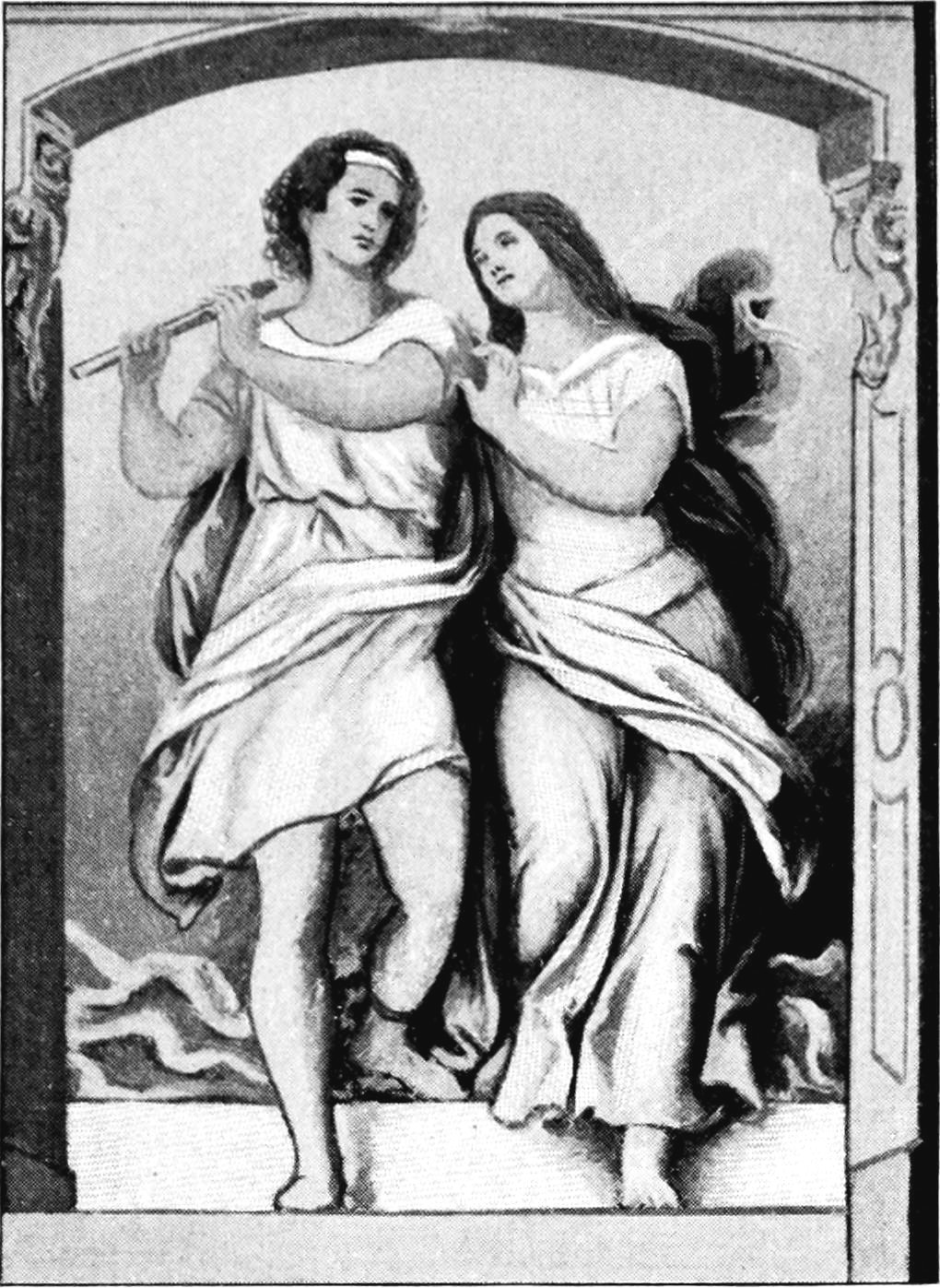
ウィーン国立歌劇場のフレスコ画に描かれたタミーノとパミーナ。

タミーノ(独: Tamino)は、ヴォルフガング・アマデウス・モーツァルトのオペラ『魔笛』の登場人物。声域はテノール。

## 人物（筋書き）
森で王子タミーノが大蛇に襲われ、「神々よ助けて!」と叫び、そこに3人の侍女があらわれ彼を救出する。タミーノはこれに感謝し、夜の女王の娘パミーナの肖像に一目惚れし、女王の味方になった。パミーナは神官ザラストロの神殿に囚われていて、これを救出すれば、娘を嫁にやると、女王は約束した。女王に説得されたタミーノは、パミーナを救うためにパパゲーノと共に冒険に出る。タミーノには魔法の笛が渡された。
しかし、ザラストロの神殿に到着すると、真実は逆であると気づき、パミーナが囚われている神殿に留まって女王の元には戻らないことを決意した。智者の神殿に受け入れられるには、入会の試練を通過しなければならない。タミーノは愛するパミーナとともにこれをくぐりぬけ、ついには2人は永遠に結ばれる。

## 音楽
この役はテノールのために書かれている。第1幕に2つのアリアがあり、構成を通していくつかのシーンがある。タミーノのアリアの中でも筆頭の人気を持つのは、第1幕で歌うなんと美しい絵姿（Dies Bildnis ist bezaubernd schön）である。
タミーノの名手としては、ニコライ・ゲッダ、フリッツ・ヴンダーリヒ、アントン・デルモータ、ルドルフ・ショック、ペーター・シュライアー、イェスタ・ヴィンベルイ、フランシスコ・アライサが挙げられる。

## ギャラリー

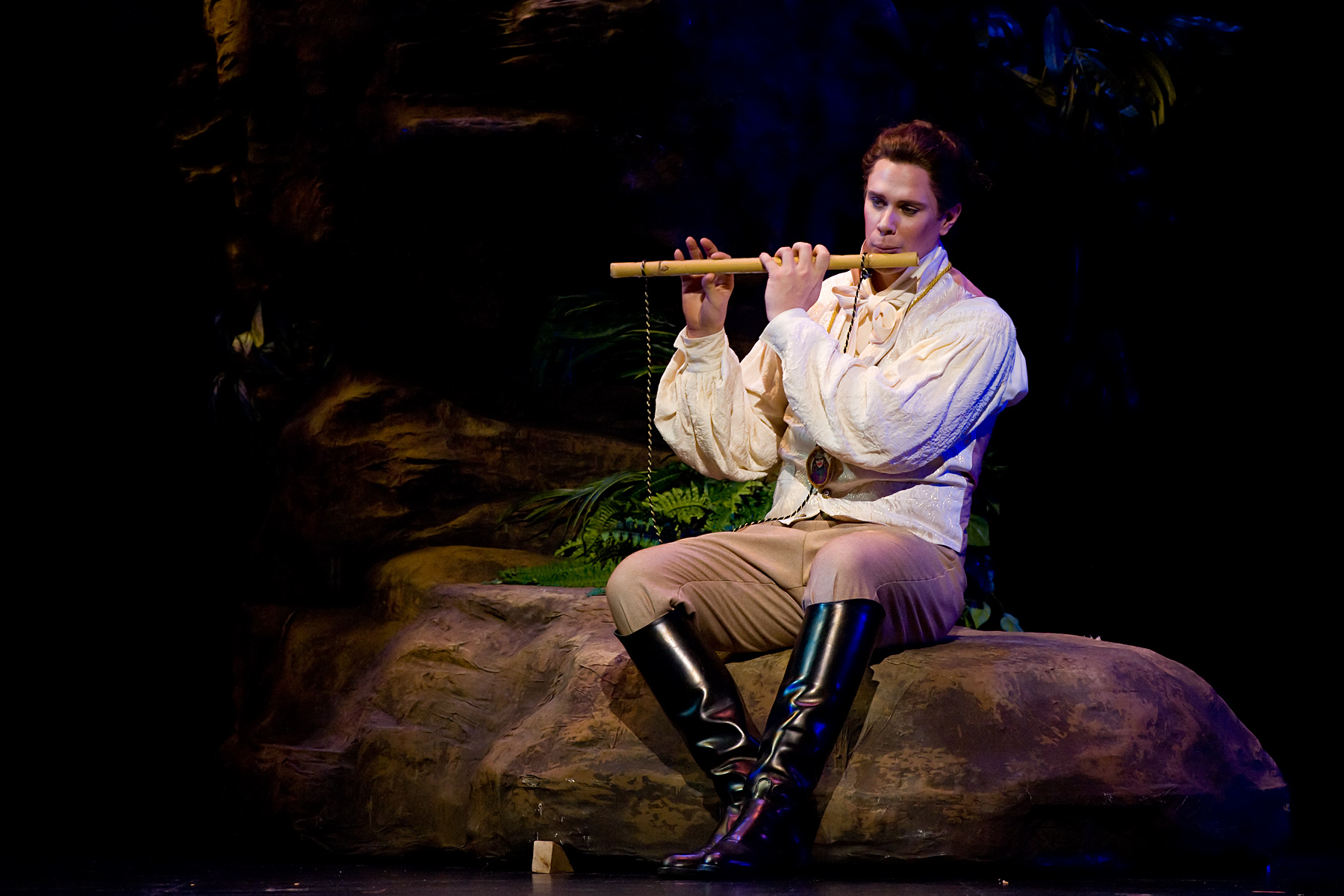
John Grigaitis
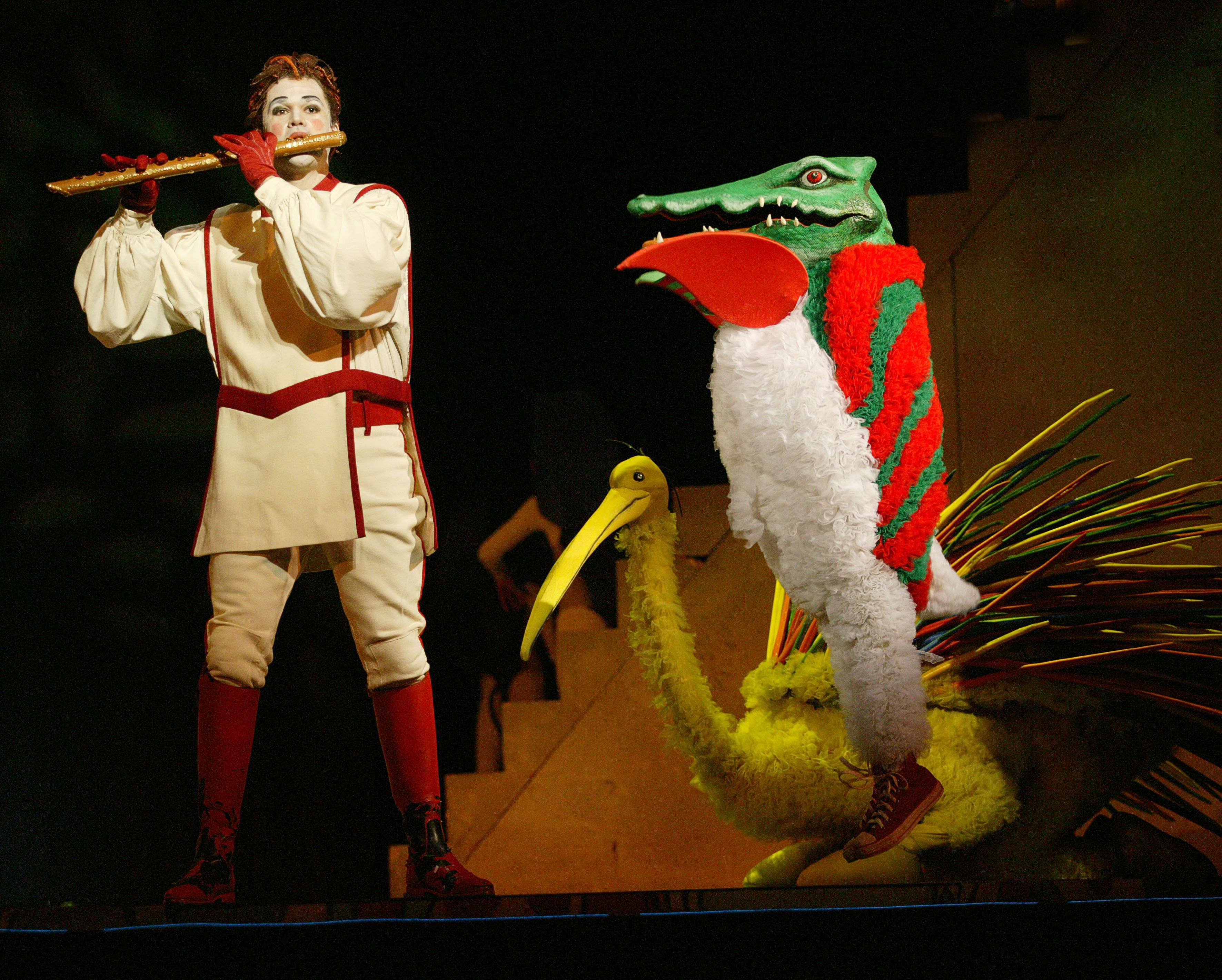
Adrian Strooper
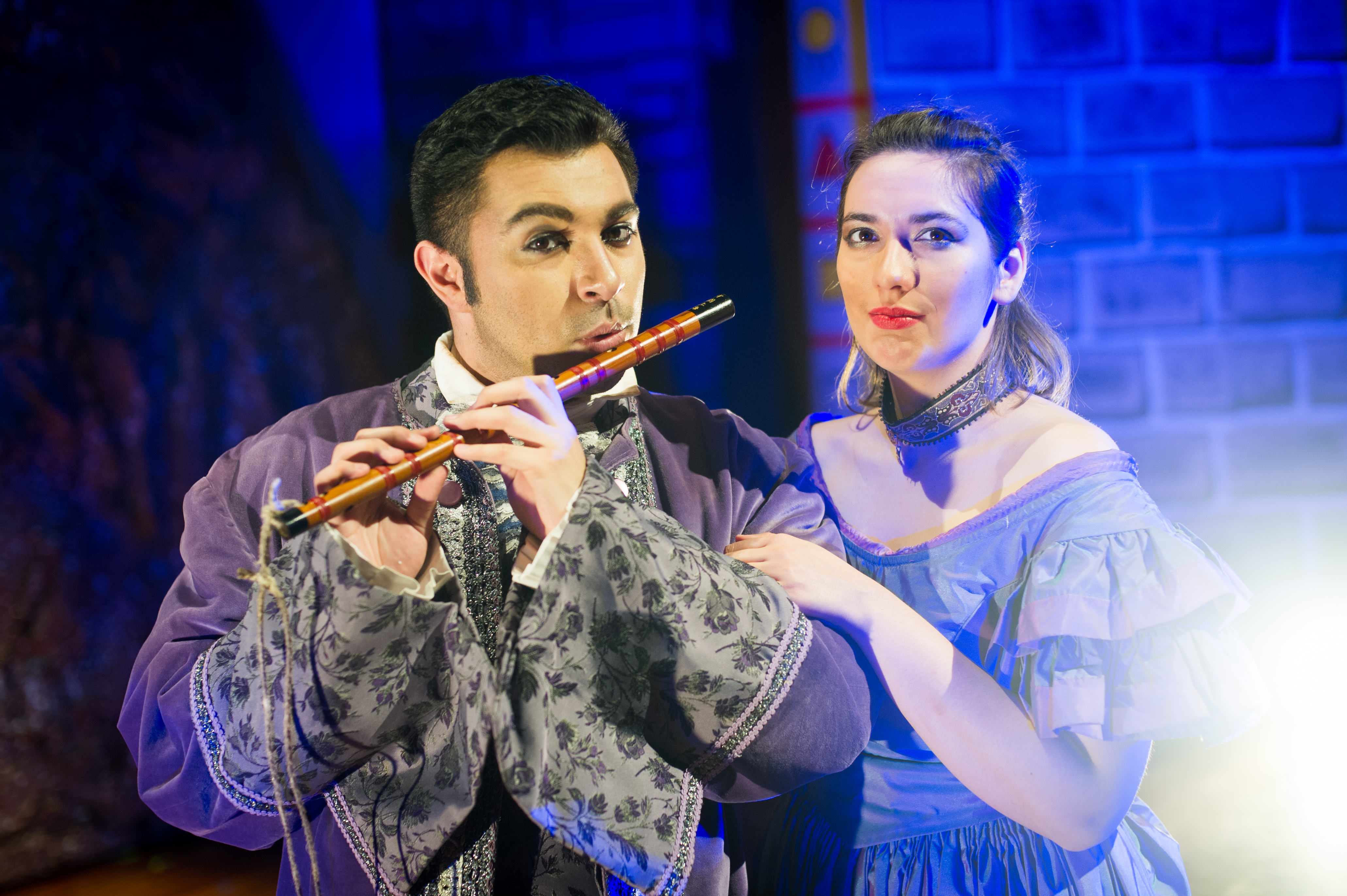